# Dansk Wikipedia
Dansk Wikipedia er den dansksprogede version af det verdensomspændende encyklopædi-projekt Wikipedia. Som sine søsterprojekter på andre sprog er det et netleksikon, der skrives og vedligeholdes af frivillige redaktører, og indholdet er frit tilgængeligt, også hvad angår spredning og viderebehandling i andre sammenhænge. Blandt sitets grundlæggende principper er, at indholdet skal være verificerbart, hvilket i praksis betyder, at teksten bør være forsynet med henvisninger til pålidelige kilder. Derudover skal artiklerne skrives ud fra et neutralt synspunkt og må ikke fungere som primærkilde til nye observationer eller konklusioner. Det sidste princip er på Wikipedia kendt som princippet om Ingen førstehåndsforskning.
Den dansksprogede udgave af Wikipedia blev lanceret 1. februar 2002 med et indlæg af Christian List. I december 2024 var den dansksprogede Wikipedia den 39. største udgave af Wikipedia målt på antallet af artikler og den 24.største målt på antallet af aktive brugere. Pr. torsdag den 27. marts 2025 har den dansksprogede Wikipedia 307.494 artikler, 2.052 aktive bidragydere og 26 administratorer.
Dansk Wikipedia har en kvalitetsskala til artikler, der går fra lovende artikel over god artikel til fremragende artikel eller fremragende liste som det højeste. Desuden kan en samling af beslægtede artikler få prædikatet anbefalet emne.

## Historie

### Opstarten fra 2002
Der var ingen artikler på Dansk Wikipedia i 2002. Men efter at Ingeniøren bragte en artikel om siden, begyndte en IT-mand ved navn Christian List at skrive artikler. Han kom senere i kontakt med andre om at bruge deres materiale på Dansk Wikipedia, herunder Brian Hansens projekt Lexopen. Lexopen var også et onlineleksikon med frit indhold og blev oprindeligt organiseret af folk hos firmaet Groupcare. Der blev overført over 10.000 opslag fra Lexopen. I en periode var Dansk Wikipedia den udgave af Wikipedia med 7. flest artikler. I løbet af 2004 gik Dansk Wikipedia fra at have under 15.000 artikler til over 20.000. I 2005 holdtes der et fysisk møde for wikipediabrugere i Dragør. Senere er mange af artiklerne fra Lexopen blevet slettet igen.

### Udviklingen i antal aktive brugere
Antallet af aktive brugere, målt som personer, der har foretaget mindst én redigering i løbet af måneden, steg kraftigt i de første år. I januar 2003 var der 84 aktive brugere, året efter 364, og i januar 2007 var tallet over 4.700 (januar måned er traditionelt en måned med særlig mange aktive brugere). I januar 2011 toppede tallet og nåede for indtil nu eneste gang over 5.000, nemlig 5.062 aktive brugere. Januar 2016 var der knap 3.500 aktive brugere og i januar 2020 knap 3.000. Under coronaviruspandemien 2020-2021, hvor landet i lange perioder var lukket ned med hjemmearbejde, hjemmeskole osv. steg antallet af aktive brugere igen, og i januar 2021 var der det største antal i adskillige år, nemlig 3.617. I januar 2024 var tallet ca. 2.500. Heraf var ca. en tredjedel, godt 800 personer, brugere med en wikipedia-brugerkonto, mens de øvrige to tredjedele var anonyme, dvs. brugere, der redigerede fra IP-adresser.

### Wikimedia Danmark dannes
I 2009 blev foreningen Wikimedia Danmark oprettet af en gruppe aktive brugere. Foreningen skulle blandt andet repræsentere Wikipedia udadtil i det danske mediebillede. Ole Palnatoke Andersen blev foreningens første formand. Wikimedia Danmark er samtidig en officiel støtteforening (kaldet "Chapter") for Wikimedia-stiftelsen (Wikimedia Foundation), den internationale organisation bag såvel Wikipedia som en række søsterprojekter.
Samme år konstaterede en artikel i Computerworld, at dansk Wikipedia havde betydeligt færre sider og besøgende end søsterprojekterne i Norge, Sverige og Finland. Palnatoke Andersen forklarede i artiklen forskellene med en anderledes sprogkultur i Norge og Finland og særlige historiske forhold i Sverige, hvor der allerede før Wikipedia havde været et miljø med et onlineleksikon, som andre personer kunne bidrage til. I Danmark kan en del danskere i stedet have vænnet sig til at bidrage til den engelske Wikipedia-udgave, fordi der ikke var så meget trafik på det dansksprogede site i starten.
I januar 2016 erklærede Andersen i forbindelse med det engelsksprogede Wikipedias 15-års-jubilæum, at dansk Wikipedia med 213.000 artikler nu var blevet et alment dækkende opslagsværk, hvor de fleste grundlæggende artikler om væsentlige emner var skrevet. Dermed var der nu færre manglende emner at skrive om, og det meste arbejde gik herefter ud på at rette og vedligeholde de artikler, der allerede var skrevet.
Andersen var formand for Wikimedia Danmark, indtil han trak sig i slutningen af 2016. På foreningens generalforsamling i 2017 blev Finn Årup Nielsen valgt som ny formand.

## Popularitet
I 2023 havde dansk Wikipedia 245 millioner sidevisninger, svarende til ca. 20 millioner sidevisninger om måneden. I 2024 steg tallet til 253 millioner eller 21 millioner pr. måned. Til sammenligning havde Lex ifølge sin årsrapport 37,5 millioner sidevisninger i 2023.

## Dansk Wikipedias milepæle
- 1. februar 2002 startedes dansk Wikipedia.
- 1.000 artikler 2. februar 2003.
- 10.000 artikler juni 2003 ved en ny opgørelsesmetode.
- 25.000 artikler juni 2005.
- 50.000 artikler 30. september 2006.
- 100.000 artikler 29. december 2008.
- 150.000 artikler 25. maj 2011.
- 200.000 artikler 11. juni 2015.
- 222.222 artikler 31. december 2016.
- 300.000 artikler 26. maj 2024.

Der skal skrives  92506 artikler for at opnå 400.000 artikler! 
| Antal brugere | Antal aktive brugere | Total antal sider | Antal artikler | Antal filer | Antal administratorer |
| ------------- | -------------------- | ----------------- | -------------- | ----------- | --------------------- |
| 509.142       | 2.052                | 965.600           | 307.494        | 2           | 26                    |

## Andre nordiske Wikipediaprojekter
Blandt Kongeriget Danmarks øvrige sprogudgaver af Wikipedia findes grønlandsk Wikipedia med 242 artikler og færøsk Wikipedia med 14.153 artikler.
På de øvrige nordiske sprog er Svensk Wikipedia, i vidt omfang på grund af automatisk generation af artikler om stednavne, langt den største med 2.607.786 artikler (kun overgået i størrelse af Wikipediaerne på engelsk, cebuano og tysk), efterfulgt af Norsk Wikipedia på bokmål og riksmål, 644.503 artikler, Nynorsk Wikipedia, 174.325 artikler og Islandsk Wikipedia med 59.950 artikler.
Den danske Wikipedia har et samarbejde med den svenske, norske og nynorske Wikipedia i den såkaldte Skanwiki, hvor man blandt andet viser de andre sprogs "ugens artikel" på hinandens forsider. 